# Mohammad Reza Lotfi
Pour les articles homonymes, voir Lutfi.
Mohammad Reza Lotfi (en persan : محمدرضا لطفی), né le 7 janvier 1947 à Gorgan dans le nord de l’Iran, et mort le 2 mai 2014 à Téhéran à Téhéran, est un maître de la musique persane, joueur de târ et de setâr.

## Carrière
Encouragé par son frère aîné, il commence la pratique du târ (luth persan). L’année 1965 marque le début de ses études musicales au Conservatoire national de Téhéran sous la direction de Habibollah Salehi et du maître Ali Akbar Shahnazi.
Pendant cette période, il étudie aussi la musique classique occidentale et la pratique du violon, ce qui lui permet de collaborer avec l’orchestre d'Hossein Dehlavi. Parmi ses autres maîtres éminents, se trouvaient Abdollah Davami pour le radif (le répertoire savant de la musique persane), Saeed Hormozi pour le setâr et Nour Ali Boroumand à la faculté des Beaux-Arts de l’université de Téhéran.
À la fin de ses études en 1973, il commence à enseigner à cette faculté et collabore avec la Radio et la Télévision nationale avant de cofonder l’Ensemble Shayda.
Entre 1978 et 1980, Lotfi devient le directeur du Centre de Préservation et de propagation de la musique traditionnelle de la Perse et du Conservatoire Chavosh.

## Séjour à l'étranger
À partir de  1984, étant invité à participer à des conférences et à donner des concerts en Europe, il s’installe en Italie et à partir de  1986 aux États-Unis, où il forme des centaines d’élèves. 
Musicien prolifique, il a enregistré de nombreux albums et a collaboré avec nombre de grands artistes iraniens tels que Mohammad Reza Shadjarian, Hossein Alizadeh, Shahram Nazeri, Parviz Meshkatian.
M. R. Lotfi est aujourd’hui considéré comme l’un des plus grands maîtres de la musique persane.

## Discographie sélective
- 1976 : Raast-Panjgaah concert, avec Mohammad Reza Shadjarian
- 1977 : Chehre be Chehre, avec Mohammad Reza Shadjarian
- 1981 : Eshgh Daanad, avec Mohammad Reza Shadjarian
- 1986 : Be yaad e Aaref, avec Mohammad Reza Shadjarian
- 1993 : Cheshmeye Noush, avec Mohammad Reza Shadjarian et Madjid Khaladj
- 1997 : Abu-Ata Concert, avec Mohammad Reza Shadjarian
- 1998 : Mystery of Love
- Beyad Taherzadeh
- Beyade Darvish Khan
- Geryehe Beed
- 2001 : Flame of Love - Live in Basel

## Sources
- (en) Laudan Nooshin, in The New Grove Dictionary of Music and Musicians, edited by Stanley Sadie, second edition (Macmillan, London, 2001) et (Oxford University Press, 2001).
- (en) Biographie